# Центральная хоккейная лига
Центральная хоккейная лига (англ. Central Hockey League (CHL)) — профессиональная хоккейная лига среднего уровня в США, существовавшая в 1992—2014 годах. 
Основателями лиги считаются Рэй Мирон (наиболее известный как генменеджер бывшей команды НХЛ «Колорадо Рокиз») и Билл Левинс, хотя Левинс скончался за год до открытия первого сезона. Такое же название носила существовавшая в 1963—1984 годах лига, к которой имели отношение оба основателя — Мирон как многолетний менеджер «Талса Ойлерс», затем менеджер и тренер «Оклахома-Сити Блейзерс» и в течение двух месяцев — президент лиги, Левинс — как сооснователь и менеджер «Оклахома-Сити Блейзерс». В первом сезоне лиги (1992/93) выступали шесть команд — «Даллас Фриз», «Форт-Уэрт Файр», «Мемфис Риверкингс», «Уичито Тандер», «Оклахома-Сити Блейзерс» и «Талса Ойлерс» (две последних — «воссозданные» команды старой одноимённой лиги).  В 2001 году CHL фактически объединилась со своим конкурентом, WPHL (Западной профессиональной хоккейной лигой), приняв в свои ряды 10 её команд, преимущественно техасских. После этого, учитывая и «потери», в лиге стало 16 команд. Рекордное количество команд — 18 — выступало в CHL в сезоне 2010/11, после приёма в неё четырёх команд из прекратившей существование «новой» ИХЛ. Затем, однако, ряд команд лиги были расформированы или перешли в другие лиги.
В 2014 году лига потеряла три команды («Сент-Чарльз Чилл» была расформирована, «Аризона Сандогс» и «Денвер Каттроутс» объявили о пропуске как минимум следующего сезона) — «сократившись» до лишь семи команд — и затем фактически прекратила существование; оставшиеся команды CHL — «Аллен Американс», «Брамптон Бист», «Миссури Маверикс», «Куод-Сити Мэллардс», «Рапид-Сити Раш», «Талса Ойлерс», «Уичито Тандер» — были приняты в ECHL.
Приз победителю плей-офф лиги именовался Ray Miron President's Cup.

## Список команд — победителей плей-офф лиги
- 1993 — «Талса Ойлерс» (Талса, штат Оклахома)
- 1994, 1995 — «Уичито Тандер» (Уичито / Вэлли-Сентер, штат Канзас)
- 1996 — «Оклахома-Сити Блейзерс» (Оклахома-Сити, штат Оклахома)
- 1997 — «Форт-Уэрт Файр» (Форт-Уэрт, штат Техас)
- 1998 — «Коламбус Коттонмаутс» (Коламбус, штат Джорджия)
- 1999 — «Хантсвилл Ченнел Кэтс» (Хантсвилл, штат Алабама)
- 2000 — «Индианаполис Айс» (Индианаполис, штат Индиана)
- 2001 — «Оклахома-Сити Блейзерс»
- 2002, 2003 — «Мемфис Риверкингс» (Мемфис, штат Теннесси / Саутхейвен, штат Миссисипи)
- 2004 — «Ларедо Бакс» (Ларедо, штат Техас)
- 2005 — «Колорадо Иглс» (Лавленд, штат Колорадо)
- 2006 — «Ларедо Бакс»
- 2007 — «Колорадо Иглс»
- 2008 — «Аризона Сандогс» (Прескотт-Вэлли, штат Аризона)
- 2009 — «Техас Брамас» (Форт-Уэрт / Норт-Ричленд-Хиллс, штат Техас)
- 2010 — «Рапид-Сити Раш» (Рапид-Сити, штат Южная Дакота)
- 2011 — «Божер-Шривпорт Мадбагс» (Божер-Сити / Шривпорт, штат Луизиана)
- 2012 — «Форт-Уэйн Кометс» (Форт-Уэйн, штат Индиана)
- 2013, 2014 — «Аллен Американс» (Аллен, штат Техас)